# Dinitroanilin
Dinitroaniliny jsou skupina chemických sloučenin se souhrnným vzorcem C6H5N3O4, jedná se o dinitroderiváty anilinu. Existují v šesti izomerech: 2,3-dinitroanilin, 2,4-dinitroanilin, 2,5-dinitroanilin, 2,6-dinitroanilin, 3,4-dinitroanilin a 3,5-dinitroanilin.
Dinitroaniliny se používají jako meziprodukty při výrobě mnoha průmyslově důležitých látek jako jsou například barvy a pesticidy. K herbicidům, které jsou deriváty některého z dinitroanilinů, patří mimo jiné benfluralin, butralin, chlornidin, dinitramin, dipropalin, ethalfluralin, fluchloralin, isopropalin, methalpropalin, nitralin, oryzalin, pendimethalin, prodiamin, profluralin a trifluralin.
2,4-dinitroanilin se dá připravit reakcí 2,4-dinitrochlorbenzenu s amoniakem nebo kyselou hydrolýzou 2,4-dinitroacetanilidu.
Dinitroaniliny jsou hořlavé a výbušné při zahřátí a nebo tření.
| Dinitroaniliny        |                                                                 |                                                                 |                                                                 |                                                                 |                                                                 |                                                                 |
| Chemický název        | 2,3-dinitroanilin                                               | 2,4-dinitroanilin                                               | 2,5-dinitroanilin                                               | 2,6-dinitroanilin                                               | 3,4-dinitroanilin                                               | 3,5-dinitroanilin                                               |
| Jiné názvy            | 2,3-dinitro-1-aminobenzen 2,3-dinitrofenylamin 2,3-dinitranilin | 2,4-dinitro-1-aminobenzen 2,4-dinitrofenylamin 2,4-dinitranilin | 2,5-dinitro-1-aminobenzen 2,5-dinitrofenylamin 2,5-dinitranilin | 2,6-dinitro-1-aminobenzen 2,6-dinitrofenylamin 2,6-dinitranilin | 3,4-dinitro-1-aminobenzen 3,4-dinitrofenylamin 3,4-dinitranilin | 3,5-dinitro-1-aminobenzen 3,5-dinitrofenylamin 3,5-dinitranilin |
| Strukturní vzorec     |                                                                 |                                                                 |                                                                 |                                                                 |                                                                 |                                                                 |
| Registrační číslo CAS | 602-03-9                                                        | 97-02-9                                                         | 619-18-1                                                        | 606-22-4                                                        | 610-41-3                                                        | 618-87-1                                                        |
| Registrační číslo CAS | 26471-56-7 (směs izomerů)                                       |                                                                 |                                                                 |                                                                 |                                                                 |                                                                 |
| PubChem               | 136400                                                          | 7321                                                            | 123081                                                          | 69070                                                           | 136407                                                          | 12068                                                           |
| Sumární vzorec        | C6H5N3O4                                                        | C6H5N3O4                                                        | C6H5N3O4                                                        | C6H5N3O4                                                        | C6H5N3O4                                                        | C6H5N3O4                                                        |
| Molární hmotnost      | 183,12 g/mol                                                    | 183,12 g/mol                                                    | 183,12 g/mol                                                    | 183,12 g/mol                                                    | 183,12 g/mol                                                    | 183,12 g/mol                                                    |
| Vzhled                | bezbarvý až nažloutlý prášek                                    | bezbarvý až nažloutlý prášek                                    | bezbarvý až nažloutlý prášek                                    | bezbarvý až nažloutlý prášek                                    | bezbarvý až nažloutlý prášek                                    | bezbarvý až nažloutlý prášek                                    |
| Teplota tání          |                                                                 | 187,8 °C                                                        |                                                                 | 136 °C (rozklad)                                                | 154–158 °C                                                      | 160–162 °C                                                      |
| Hustota               | 1,646 g/cm3 (50 °C)                                             | 1,61 g/cm3                                                      |                                                                 |                                                                 | 1,736 g/cm3                                                     | 1,601 g/cm3 (50 °C)                                             |
| Rozpustnost           | rozpustný ve vodě (0,1–0,2 g/100 ml při 20 °C)                  | rozpustný ve vodě (0,1–0,2 g/100 ml při 20 °C)                  | rozpustný ve vodě (0,1–0,2 g/100 ml při 20 °C)                  | rozpustný ve vodě (0,1–0,2 g/100 ml při 20 °C)                  | rozpustný ve vodě (0,1–0,2 g/100 ml při 20 °C)                  | rozpustný ve vodě (0,1–0,2 g/100 ml při 20 °C)                  |
| Symboly nebezpečí GHS |                                                                 | GHS06 GHS08 GHS09                                               |                                                                 | GHS06 GHS08                                                     | GHS06 GHS08                                                     | GHS06 GHS08                                                     |
| H-věty a P-věty       |                                                                 | H300 H310 H330 H373 H411                                        |                                                                 | H302 H311 H332 H373                                             | H301 H311 H331 H373                                             | H301 H311 H331 H373                                             |
| H-věty a P-věty       |                                                                 | P260 P264 P273 P280 P284 P301+310                               |                                                                 | P260 P301+310 P320 P361 P405 P501                               | P261 P280 P301+310 P311                                         | P261 P280 P301+310 P311                                         |
| R-věty                |                                                                 | R26/27/28 R33 R51/53                                            |                                                                 | R26/27/28 R33 R51/53                                            | R23/24/25 R33                                                   | R23/24/25 R33                                                   |
| S-věty                |                                                                 | S1/2 S28 S36/37 S45 S61                                         |                                                                 | S28 S36/37 S45 S61                                              | S28 S37 S45                                                     | S28 S37 S45                                                     |